# Enrique Silva Cimma
Enrique Silva Cimma (Iquique, 11 de noviembre de 1918-Santiago, 14 de julio de 2012) fue un jurista, académico y político chileno, contralor de la república, senador designado por espacio de ocho años y ministro de Estado del presidente Patricio Aylwin durante todo su Gobierno.
Afiliado al Partido Radical (PR) desde los 18 años, luego de militar un tiempo en las Juventudes Comunistas destacó como dirigente de este y como fuerte opositor a la dictadura que encabezó el general Augusto Pinochet entre 1973 y 1990.
Experto en derecho administrativo, fue contralor general de la República entre los años 1959 y 1967.

## Biografía

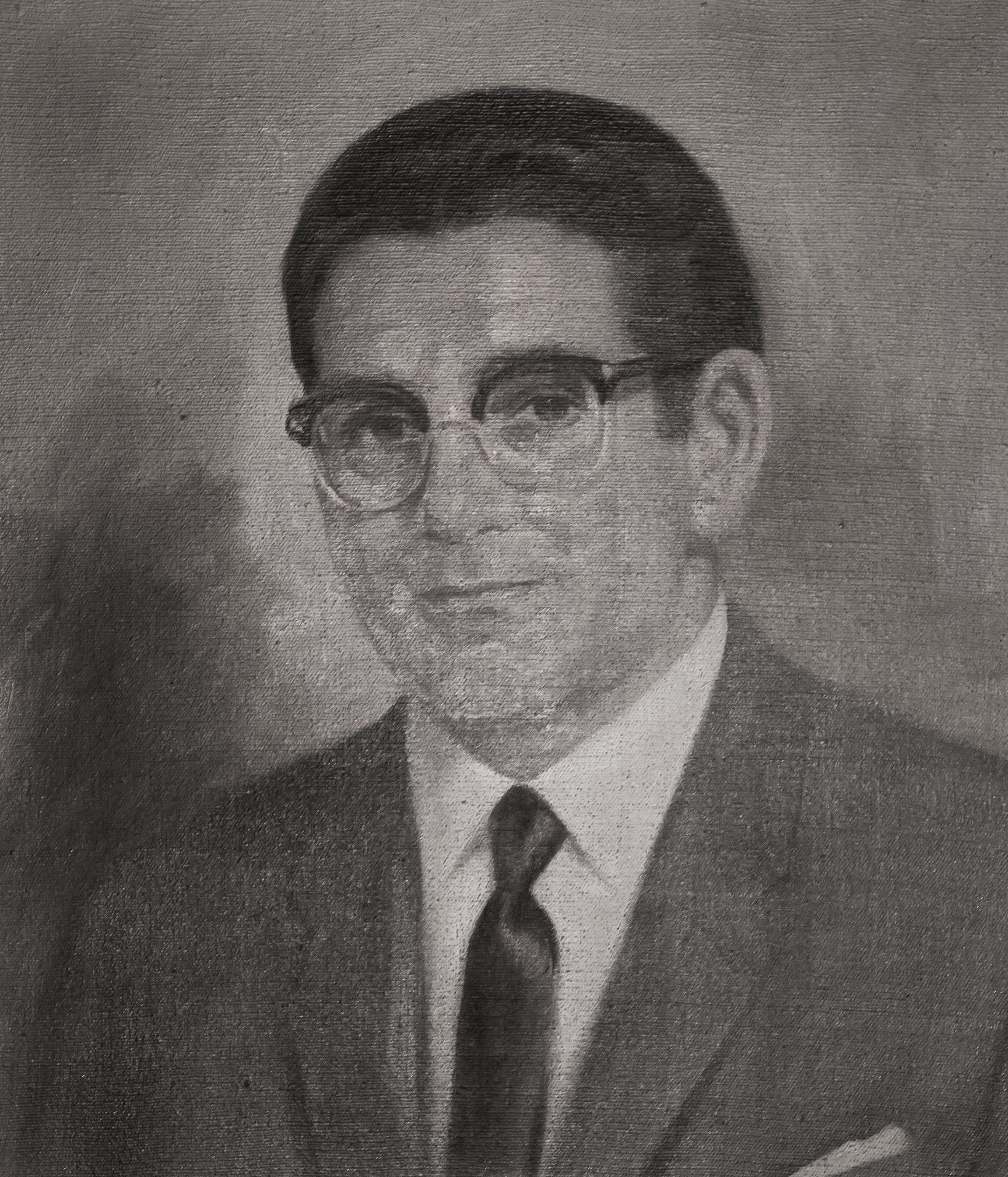
Retrato de Enrique Silva Cimma como Contralor General de la República

Sus padres fueron Armando Silva (radical y amigo íntimo de Juan Antonio Ríos, presidente de Chile de 1942 a 1946) y María Cimma (de origen peruano).
Se formó en el Liceo Valentín Letelier y en el Instituto Nacional General José Miguel Carrera de la capital. Sus estudios superiores los realizó en la Universidad de Chile, donde se tituló de abogado, tras presentar la tesis: Contraloría General de la República, en 1945.
Inició sus funciones públicas al asumir como titular de la Contraloría General de la República de Chile en 1959, cargo en el que estuvo hasta 1967. Luego ejerció como abogado integrante de la Corte Suprema de Justicia, entre 1968 y 1973. Paralelamente, fue designado presidente del primer Tribunal Constitucional de Chile, cumpliendo desde el 10 de septiembre de 1971 hasta 1973. Luego, en 1983, ocupó el cargo de Consejero Nacional en el Colegio de Abogados de Chile.
Contrajo matrimonio con Elena Marfán Cheyre, fallecida en 2008, con quien tuvo tres hijos. Fue suegro del político de centroizquierda Nelson Ávila, por la unión de este con su hija Margarita. Vivió con ellos tras enviudar y hasta su fallecimiento a los 93 años, por causa de una obstrucción bronquial.

## Actividad académica
Por otra parte, se dedicó activamente a la labor docente. Trabajó en la Universidad de Chile como profesor titular de derecho administrativo en 1949 y como profesor titular jefe en la cátedra de derecho público en 1968. También en esta universidad obtuvo cargos directivos, tales como: director del Seminario de Derecho Público en 1953 y primer director de la Escuela de Ciencias Políticas y Administrativas, la que tuvo a su cargo para realizar su organización, entre 1956 y 1957 y, luego, para poner en marcha las actividades académicas, hasta marzo de 1998.
Además, fue decano suplente de la Facultad de Ciencias Jurídicas y Sociales en 1968 y miembro electo por la comunidad académica para el Consejo Superior de la Universidad de Chile. Desde 1998, fue profesor ad honorem en esta universidad. Además, desempeñó en Venezuela los cargos de profesor de la Universidad Central y de asesor de la Contraloría General de la República.

## Actividad política
Siendo estudiante universitario, tuvo un breve paso por las Juventudes Comunistas. Tras concluir sus estudios e ingresar a trabajar a la Contraloría General de la República, se hizo masón y comenzó a militar en el Partido Radical, siguiendo los pasos de su padre.
En 1983 fue designado presidente del Partido Radical de Chile y miembro del Bureau de la Internacional Socialista, y en 1984, presidente de la Federación Socialista Democrática de Chile. Entre 1984 y 1986 fue presidente de la Alianza Democrática (antecesora de la Concertación), tocándole firmar el Acuerdo Nacional para la Transición a la Plena Democracia, texto que buscaba sentar las bases para un retorno pacífico a la democracia. A fines de 1989 fue propuesto como precandidato presidencial por cuatro partidos de centroizquierda con miras a las elecciones de fines de 1989, la cual finalmente rechazó.

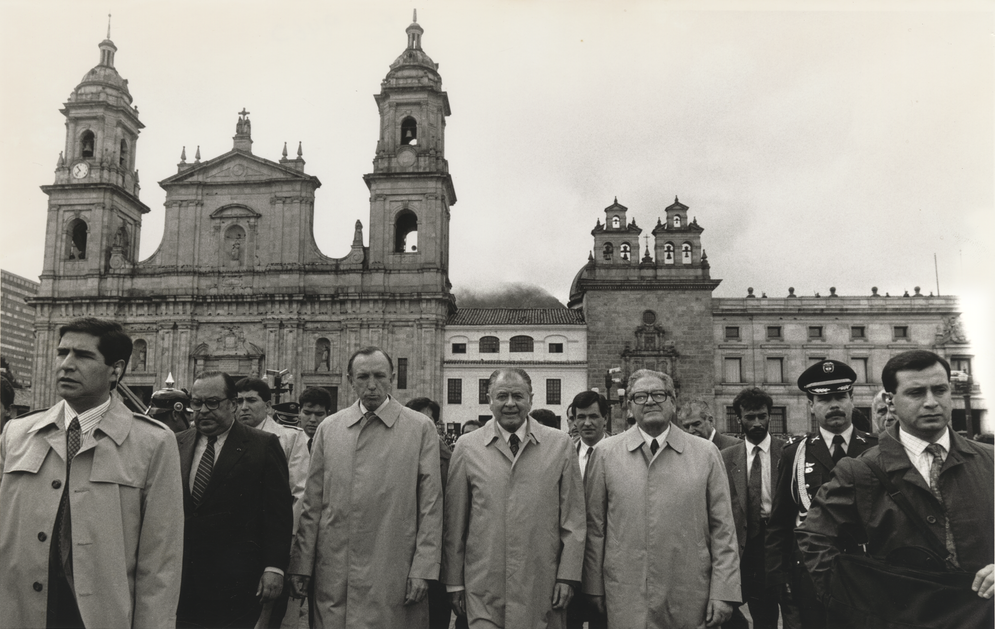
El presidente Patricio Aylwin y Enrique Silva Cimma durante una visita oficial a Bogotá, Colombia, en 1991.

En 1990 fue designado ministro de Relaciones Exteriores por el presidente Patricio Aylwin, a quien conocía desde sus años de universidad. Bajo su conducción, se produjeron las gestiones por la reclamación argentina por Laguna del Desierto, donde se le criticó, junto al Gobierno, por haber aceptado la conformación de un tribunal con jueces latinoamericanos que terminaron favoreciendo a Argentina.
En 1998 fue designado senador por la Corte Suprema en su calidad de excontralor general, por ocho años. Perteneció a las Comisiones de Derechos Humanos, Nacionalidad y Ciudadanía, y de Salud. En el año 2002 integró la Comisión de Constitución, Legislación, Justicia y Reglamento. En mayo de 2004 integró la Comisión de Derechos Humanos, Nacionalidad y Ciudadanía y la Comisión de Régimen Interno.
En 2008 fue nombrado por la presidenta Michelle Bachelet como miembro del Comité Asesor Bicentenario.
Durante sus últimos años tuvo un bajo perfil político, aunque se mantuvo activo tanto en su rol de miembro del Consejo Asesor de exministros de Relaciones Exteriores —que, entre otros temas, debatió junto a Alfredo Moreno el litigio sobre delimitación marítima con Perú ante la Corte Internacional de Justicia— como en su condición de abogado administrativista.

## Premios y distinciones
Entre otras funciones, en 1968 se incorporó como miembro de número de la Academia Chilena de Ciencias Sociales, Políticas y Morales del Instituto de Chile y miembro de la Comisión Internacional de Juristas.
También recibió las siguientes distinciones: Doctor honoris causa, otorgada por la Universidad Erasmo de Róterdam, en Países Bajos, y la Medalla Andrés Bello y el Premio Juvenal Hernández, entregados por la Universidad de Chile.
Fue nombrado además presidente honorario de la Internacional Socialista.
- Gran Cruz de la Orden del Infante Don Enrique ( Portugal, 26 de agosto de 1992),.[10]

## Historial electoral

### Elecciones parlamentarias de 1969
- Elecciones parlamentarias de 1969 a Senador para la 7ª Agrupación Provincial, Concepción, Ñuble y Arauco.[11]

| Candidato                   | Pacto | Partido | Votos  | %     | Resultado |
| --------------------------- | ----- | ------- | ------ | ----- | --------- |
| Francisco Bulnes Sanfuentes | PN    | PN      | 34 778 | 13,67 | Senador   |
| Jorge Montes Moraga         | PCCh  | PCCh    | 46 262 | 18,18 | Senador   |
| Isidoro Carrillo Tornería   | PCCh  | PCCh    | 8037   | 3,16  |           |
| Luis Oviedo Guerrero        | USOPO | USOPO   | 1674   | 0,66  |           |
| Humberto Aguirre Doolan     | PR    | PR      | 22 228 | 8,73  | Senador   |
| Enrique Silva Cimma         | PR    | PR      | 17 947 | 7,05  |           |
| Humberto Martones Quezada   | PS    | PS      | 9061   | 3,56  |           |
| José Tohá González          | PS    | PS      | 21 893 | 8,6   |           |
| Alberto Jerez Horta         | DC    | DC      | 47 169 | 18,53 | Senador   |
| Luis Martín Mardones        | DC    | DC      | 14 221 | 5,59  |           |
| Joaquín Undurraga Correa    | DC    | DC      | 5091   | 2,01  |           |
| Víctor Bustos España        | DC    | DC      | 785    | 0,31  |           |
| Tomás Pablo Elorza          | DC    | DC      | 25 346 | 9,96  | Senador   |